# مادة أكالة

رمز النظـام المتوائـم العالمي(GHS) للمادة الأكالة

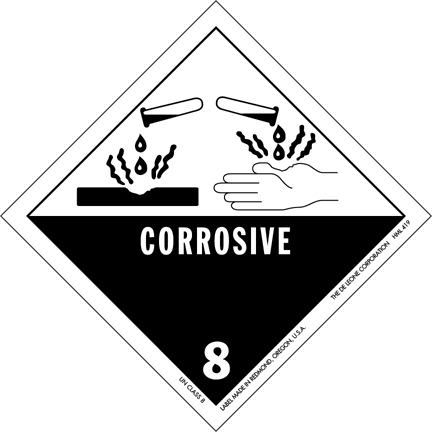
رمز المادة الأكالة لدى وزارة النقل الأمريكيةDOT

المادة الأكالة هي كل مادة تلحق ضرراً في مواد أخرى تحتك بها، وتسبب بفعلها الكيميائي أضراراً بالغة للأنسجة الحية التي تلمسها، أو يمكنها أن تسبب إذا تسربت من عبواتها ضرراً بالغاً أو حتى تدميراً للبضائع الأخرى المنقولة أو لمركبات النقل وقد تسبب أضراراً أخرى.

## بعض المواد الأكالة
- فينول.
- حمض الفورميك.
- حمض النيتريك.
- حمض الكبريتيك.
- كلوريد الكبريت.
- كلوريد البنزويل.
- حمض فلورو سلفونيك.
- هيدروكسيد الصوديوم.
- كلوريد الحديديك اللا مائي.

وأيضا مثل الأحماض والعوامل المجففة كخماسي الفسفور وكلوريد الزنك الامائي والفلزات القلوية العنصرية وأكسيد الكالسيوم. وأيضاً هناك المؤكسدات الأكثر شدة مثل پروكسيد الهيدروجين.
ناهيك عن أن المادة الأكلة تضر ببعض المواد، فإنها أيضا خطر على الإنسان وصحته، فقد تلحق إيذاء بالعيون والبشرة والأنسجة التي تحت الجلد، وأن استنشاق أو بلع مادة أكالة يمكن أن يلحق ضرراً بالجهازين التنفسي والهضمي. والتعرض للمواد الأكالة ينتج عنه حرق كيماوي.
الأنواع الشائعة من المواد الأكالة وقد تعرض للوفاة حسب الحالة.